# Маитхили (језик)
Маитхили језик (मैथिली, 𑒧𑒻𑒟𑒱𑒪𑒲) је један од индоаријевских језика, индоиранске гране, и углавном се говори у источно индијској држави Бихар, у њеном северном делу, као и у Непалу. У Индији има око 30 милиона говорника, а у Непалу око 2,8 милиона. 
Овај језик је близак хиндију и бенгалском језику, и сматран је њиховим дијалектоим. Године 2003, језик маитхили је стекао статус посебног језика у Индији. 
Маитхили језик је првобитно записиван сопственим писмом, касније бенгалским, а данас деванагаријем.